# Åke Lundeberg
Åke Lundeberg (Gävle, 14 de desembre de 1888 – Gävle, 29 de maig de 1939) va ser un tirador suec que va competir a començaments del segle xx.
El 1912 va prendre part en els Jocs Olímpics d'Estocolm, on va disputar cinc proves del programa de tir. Guanyà la medalla d'or en les proves de tir al cérvol, doble tret i tir al cérvol, tret simple per equips i la de plata en la de tir al cérvol, tret simple. En la prova de Fossa olímpica per equips fou quart, mentre en la prova individual de fossa olímpica fou vintè.